# مرتضى آل ياسين
مرتضى بن عبد الحسين بن باقر آل ياسين (27 يونيو 1894 - 5 يناير 1978) فقيه جعفري وشاعر عراقي. ولد في الكاظمية ونشأ بها على والده، وقرأ مقدماته الأولية فيها، ثم في النجف حيث حضر الأبحاث العالية على علماءها حتى نال مرتبة الاجتهاد. تصدر للتدريس وتخرج عليه الكثير. تزعم حركة «جماعة العلماء» في النجف سنة 1379. له عدة مؤلفات وتعليقات وديوان أشعار،‌ أغلبهم مخطوطة. توفي في النجف عن 87 عامًا.

## سيرته
هو مرتضى بن عبد الحسين بن باقر بن محمد حسن آل ياسين الكاظمي النجفي، وأمه هي بنت هادي الصدر. ولد يوم 24 ذو الحجة 1311/ 27 يونيو 1894 في الكاظمية ونشأ بها. تلقى علومه الإسلامية فيها ثم التحق بالحوزة العلمية في النجف، فأخذ عن جملة من فقهاء، منهم: أخيه محمد رضا، ومحمد حسين النائيني، وأبو الحسن الأصفهاني. 

رجع إلى الكاظمية، ثم اتجه مدة إلى كربلاء فكانت له حلقة بحث واسعة، وبعد وفاة أخيه محمد رضا سنة 1370 هـ/ 1951 م عاد إلى النجف، وتصدر للتدريس واشتغل بالتأليف والبحث. استخلف أخوه في إمامة الجماعة في العتبة العلوية ورجع إليه بالتقليد جملة من مقلدي أخيه. أسس «جماعة العلماء» وهي حركة دينية في النجف سنة 1379 هـ/ 1959 م لمواجهة الشيوعية مع جماعة من فقهاء، منهم إسماعيل الصدر، ومحمد باقر الصدر، ومحمد جمال الهاشمي، ومحمد رضا المظفر، ومحمد تقي بحر العلوم، وموسى بحر العلوم، وإبراهيم الكرباسي وغيرهم الكثير. 

تخرج عليه الكثير من العلماء، ومنهم: ابن أخته محمد باقر الصدر، وإسماعيل الصدر، ومحمد حسن آل ياسين، ومحمد مھدي الآصفي، ومحمد علي شرف الدين، ومحمد رضا شرف الدين، ومحمد حسن آل ياسين وغيرهم. وصفه محمد هادي الأميني في معجمه «فقيه اُصولي، من أساتذة الفقه والاُصول والحكمة واللغة والشعر، نال درجة الاجتهاد وهو في العقد الثالث من عمره، صبيح الوجه، طيب المعشر، حلو الحديث، طاهر القلب، جميل المحيّا، غزير العلم والفضل والنبل والشهامة والشجاعة والإرادة والورع والتقى والتواضع، شديد في عقيدته، وخشن في ذات الله.»

توفي في النجف عند غروب يوم 26 محرم 1398/ 5 يناير 1978 ودفن في مقبرة الأسرة. وله ثلاثة أولاد هم علي، وعبد الرسول، وجعفر. 

## شعره
سجل في شعره الكثير من الأحداث الإسلامية، ثم ابتعد عن نظم الشعر مع تقدم عمره وانشغاله بالشؤون الدينية. جاء عنه في معجم البابطين «يدور شعره حول الدعوة إلى الإصلاح، والتعبير عما في الدنيا من بلاء، ونبذ الفساد، إلى جانب شعر له في مناهضة الاستعمار، ونبذ دعاوى الحروب، كما كتب في الرثاء، وله شعر في تقريظ المجلات، كما كتب التأريخ الشعري. تتسم لغته باليسر مع ميلها إلى المباشرة، وخياله قريب.» 

## آثاره
من مؤلفاته مطبوعة:
- رسالته العلمية
- «نظرة دامعة حول مظاهرات عاشوراء»
- «السؤال والجواب

من مؤلفاته مخطوطة:
- «البكاء على سيّد الشهداء»
- «بلغة الراغبين»
- تعليقات على العروة الوثقى
- بحوث فقهية وأصولية
- مجموع أشعاره